# Nicandre d'Esparta
Nicandre d'Esparta (en llatí Nicander, en grec antic Νίκανδρος) va ser rei d'Esparta, el vuitè de la línia dels Pròclides, fill de Carilau d'Esparta i pare de Teopomp d'Esparta.
Segons Pausànias va regnar uns 28 o 29 anys cap al 809-770 aC (cronologia antiga) o 750-720 aC (cronologia moderna), i era contemporani de Telecle (aproximadament entre el 760 aC i el 740 aC). Plutarc esmenta algunes de les seves opinions.